# Bitė
Pour les articles homonymes, voir Bite.
Bitė (abeilles en lituanien) est un opérateur lituanien de téléphonie mobile, né en 2005 de la fusion de UAB BITĖ, société lituanienne fondée en 1995, et SIA BITE, société lettone fondée en 2005.